# Bogosia taeniata
Bogosia taeniata är en tvåvingeart som först beskrevs av Christian Rudolph Wilhelm Wiedemann 1824.  Bogosia taeniata ingår i släktet Bogosia och familjen parasitflugor. Inga underarter finns listade i Catalogue of Life.